# Les Tramways de Barcelone
La Société Anonyme des Tramways de Barcelone fou una empresa de tramvies que operava a la ciutat de Barcelona, fundada el 1905 a Brussel·les pel hòlding belga Sofina i alguns inversors més. Es constituí a partir del drets de concessió comprats a la Barcelona Tramway Company, i fou la primera filial estrangera controlada per Sofina. Amb el temps adquirí algunes empreses competidores, unificant i simplificant les línies de tramvies. El 1913 fou venuda a la Barcelona Traction. Un consorci bancari l'adquirí el 1925, i anys després acabà integrada a la companyia pública Transports de Barcelona.

## Antecedents
La companyia Barcelona Tramway Company, fundada el 1872, era l'operador de la primera línia de tramvies de Barcelona, la Barcelona (Boqueria)-Gracia (Josepets). Es tractava d'un tramvia remolcat a cavalls. La majoria del capital era d'inversors britànics, i amb els anys el nombre de línies operades va anar creixent. El 1903 totes les línies de la companyia ja estaven electrificades.

## Constitució
El 10 d'agost de 1905 un consorci liderat pel hòlding belga Sofina va adquirir l'empresa Barcelona Tramway Company per un valor de 637.000 lliures esterlines. A partir dels actius de l'anterior concessionària, es constituí el 1905 la companyia Les Tramways de Barcelone amb el concurs de 24 societats inversores. Els socies més importants foren els següents:
- Sofina liderava el consorci, i tenia el 23% de les accions de la nova societat.
- Gesfürel, que era la filial alemanya del fabricant nord-americà de material elèctric Thomson-Houston Electric Company i soci fundador de la Sofina, ostentava el 30% del capital.
- Els bancs belgues Josse Allard i Casset, amb un 18% de les accions.
- La Banca de Brussel·les.[6]

El capital inicial era d'onze milions de francs belgues. Sofina, com accionista majoritari va anomenar com a president del consell d'administració a un dels seus fundadors, l'enginyer Constantin de Burlet, mentre que Dannie Heineman, que acabava d'incorporar-se a Sofina com a conseller delegat, ocupà el mateix càrrec a Les Tramways de Barcelone.
Els primers anys l'enginyer en cap fou Carles Montañès, que ja estava exercint aquest càrrec a la Barcelona Tramway Company des del mes de juny de 1900. Carles Montañès deixà l'empresa el mes de novembre de 1907.

## Creixement
Sota la nova direcció es va millorar la gestió. A finals del primer exercici la companyia va declarar guanys importants, una part dels quals va anar incrementar els fons propis. El 1911 aquest eren de tretze milions de francs belgues, i el juny de 1912 arribaven als quinze milions.
Dannie Heinemanva aconseguir la unificació de les xarxes de tramvies de Barcelona l'11 de desembre de 1911. Les Tramways de Barcelone va adquirir empreses ja establertes a la ciutat, com la Companyia Catalana de Tramvies i la Société des Tramways de Barcelone à San Andres et Extensions. El 1906 va comprar els drets de la concessió que tenia la S.A. Els Tramvies de Barcelona. El maig de 1909 es fusionà amb la Companyia General de Tramvies de Barcelona. També construí línies noves, i el 1909 s'amplià la central elèctrica que subministrava energia a la xarxa tramviària.

## Venda a La Canadenca

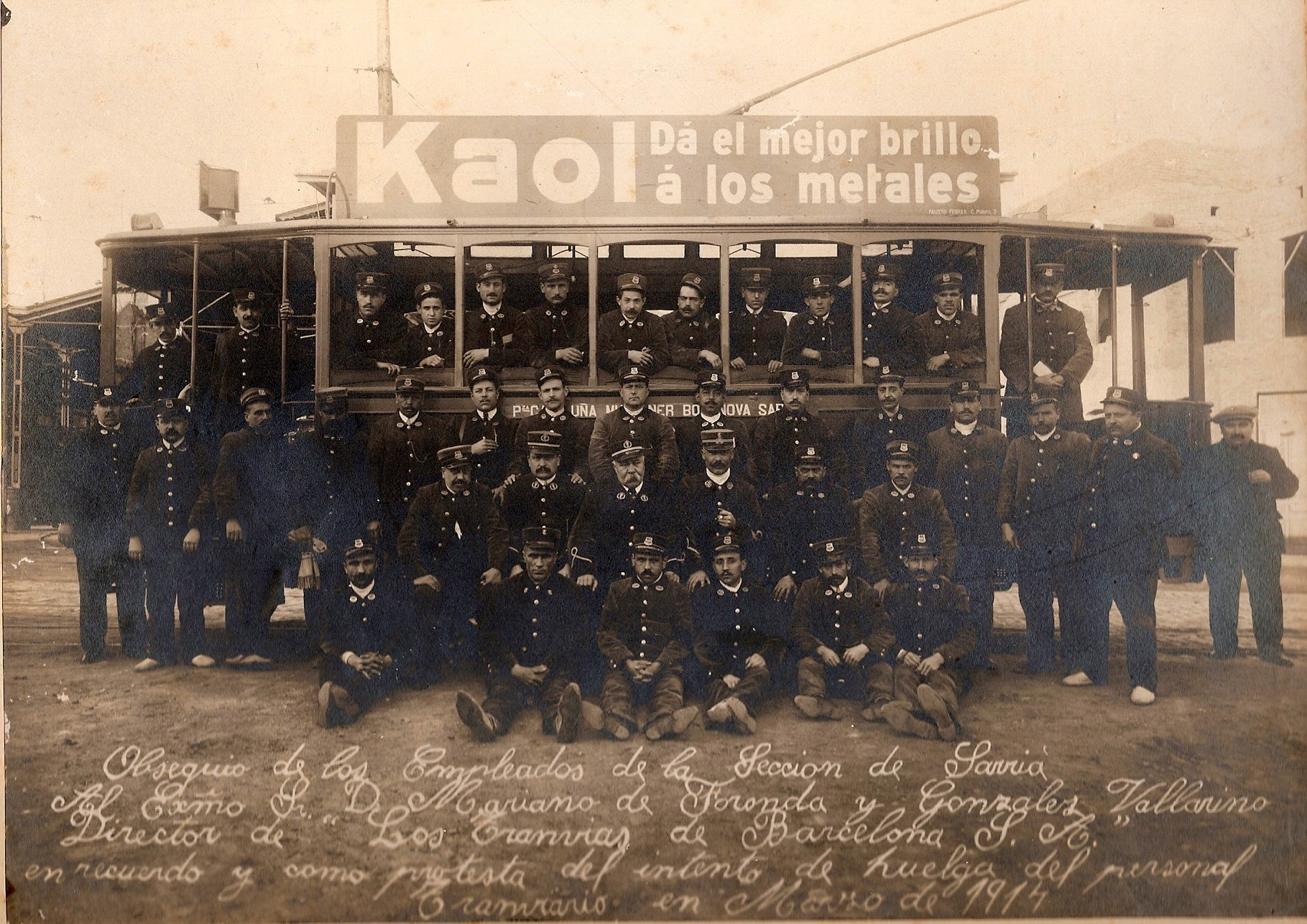
Tramviaires de l'empresa en el 1914

El 1911 Pearson, dintre del seu pla d'expansió de la Barcelona Traction, va anar a Brussel·les a veure Dannie Heineman, l'administrador delegat de Sofina. Van arribar a un acord en el qual la Barcelona Traction es constituïa com la subministradora d'electricitat de la companyia de tramvies. L'1 de gener de 1913 es feu un pas més, i la Barcelona Traction, Light and Power va arrendar tota l'empresa, i el 18 de febrer del mateix any es formalitzà l'adquisició a través de Spanish Securities. Sofina va mantenir durant uns anys el contracte de la gestió de la xarxa de tramvies.
Les Tramways de Barcelone tenia una xarxa de 103 quilòmetres a la ciutat de Barcelona. La seva compra només obeïa a tenir un gran client captiu, perquè no contribuïa directament a la comunicació entre Barcelona i el Vallès, objectiu estratègic de la Barcelona Traction. El preu de compra foren 28.950.000 francs belgues més 17.300 accions ordinàries de la Barcelona Traction. La compra la feu una empresa del grup, Spanish Securities, sent transferides posteriorment les accions a la Barcelona Traction.
El preu equivalent en lliures esterlines fou de 1.126.696, de les quals 550.000 quedaren pendents de pagament. El venciment del deute estava fixat pel 1915, però no es liquidaria fins passada la Primera Guerra Mundial.

## Venda a un consorci bancari
El dictador espanyol Primo de Rivera va impulsar la “nacionalització” de les companyies de serveis públics com la dels tramvies, afavorint la seva adquisició per part d'inversors locals. El 1925 un grup financer va formalitzar la compra de Les Tramways de Barcelone a la Barcelona Traction. La societat compradora estava formada per la Banca Arnús-Garí en un 35%, la Banca Marsans en un altre 35%, el Banc Internacional d'Indústria i Comerç en un 10%, el Banc Hispano Colonial i el Banc de Biscaia en un 10% cadascun.
La venda es feu en dues fases: en la primera fase les accions foren traspassades de la Barcelona Traction, Light and Power a Sidro a canvi d'obligacions First Mortgage de la primera en poder de Sidro. En la segona fase, Sidro vengué al comprador les accions per 50 milions de pessetes, un preu molt més alt, provocant una pèrdua notable a la Barcelona Traction.
Les accions de Les Tramways de Barcelone foren transferides a la nova societat Tramvies de Barcelona (o Tranvías de Barcelona, més a gust del dictador). La nova empresa va delegar els poders suficients al seu administrador, Josep Bassols, per a liquidar l'antiga societat a Brussel·les el 24 de desembre de 1926.